# Heaven (2002)
Heaven (bra: Paraíso; prt: Heaven - Por Amor) é um filme teuto-ítalo-estadunidense-franco-britânico de 2002, dos gêneros suspense e drama romântico, dirigido por Tom Tykwer, com roteiro de Krzysztof Kieślowski e Krzysztof Piesiewicz.
Heaven seria o primeiro de uma trilogia que o polonês Kieslowski queria rodar após concluir a sua trilogia das cores. Além desse, estavam prontos os roteiros de Hell e Purgatory, mas Kielowski morreu no início da pré-produção do primeiro.

## Sinopse
Professora inglesa desapontada com a negligente investigação da polícia sobre a morte de seu marido, resolve fazer justiça com as próprias mãos, mas acaba atingindo inocentes e é presa.

## Elenco
- Cate Blanchett.... Philippa
- Giovanni Ribisi.... oficial Filippo
- Remo Girone.... pai de Filippo
- Vincenzo Ricotta.... Cassande
- Stefano Santospago.... sr. Vendice
- Stefania Rocca.... Regina
- Alessandro Sperdutti.... Ariel
- Mattia Sbragia.... major Pini
- Alberto Di Stasio.... promotor
- Giovanni Vettorazzo.... inspetor
- Gianfranco Barra.... tenente
- Fausto Lombardi
- Max Giusti